# أقا
أقا هي مدينة بإقليم طاطا في جهة سوس ماسة جنوب المغرب، وهي تضم 6870 نسمة حسب الإحصاء العام للسكان والسكنى لسنة 2014. وتقع على الطريق الوطنية رقم 12 حيت تبعد عن طاطا بـ 60 كلم وعن كلميم بـ 215 كلم.

## التسمية
كلمة أقا في الأمازيغية لها عدة معاني فهي تعني حبة تمر أو عنب أو زيتون، وهي تعني أيضاً عمق المكان، كعمق الوادي أو عمق الكهف.

## الثقافة
أكادير أوزرو: يُعتبر أكادير أوزرو واحداً من الدواوير الأكثر كثافة سكانية (حوالي 3700 نسمة)، يعود تاريخ تأسيس أكادير أوزرو إلى سيدي عبد الله بن أحمد بن مبارك الملقب بالأعرج، كان قد أسس أكادير أوزرو في أواسط القرن العاشر هجرية، بعد أن ترك قصبة والده محمد بن مبارك بسلكه للنهر، لينعزل مع مؤيديه في أكادير أوزرو لأداء الصلاة والدراسات الدينية.
تقع أكادير أوزرو في موقع إستراتيجي عبارة عن جرف صخري يطل على واحة أقا، وبالاضافة إلى دوره الديني كان أيضاً مخزنا جماعياً. داخل أكادير أوزرو تتم مراقبة كمية الماء بواسطة بئر مائي يمكن رؤيته إنطلاقاً من السور، والساعة المائية المزدوجة تشهد أيضاً على الأهمية المعطاة للتدبير والتقسيم العادل للمياه.
على مدى سنوات، تم إعادة الإعتبار لهذا الموقع التاريخي، عبر عدة ترميمات، كما تم تنظيم دورات تكوينية لفائدة السكان المحليين لدعوتهم للحفاظ على هذا الموقع التاريخي الهام بالمنطقة.
متحف الشيخ عمر: وهو متحف شُيد في سنة 2001 في أقا من طرف إبراهيم نوحي (وهو أحد أعضاء المقاومة وجيش التحرير بالمغرب)، ويختزن عددا من الوثائق التاريخية لفترات مختلفة من تاريخ المغرب عامة، وتاريخ المنطقة خاصة، ويتوفر هذا المتحف على حوالي 600 وثيقة تاريخية، إلى جانب وجود سيارة قديمة لإبراهيم النوحي يعود تاريخها إلى سنة 1956 من نوع "ويلي"، ومروحية قديمة فرنسية الصنع، تكشف للزوار الهجوم الجوي الفرنسي على المغاربة، خلال فترة الإستعمار، الذي كان المقاومون يصدونه بصمود. ولأسباب أمنية قامت السلطات المحلية بأخذ جميع الأسلحة والذخائر التي كانت تُعرض بهذا المُتحف.
فضاء الذاكرة التاريخية للمقاومة والتحرير: هو فضاء تربوي وتثقيفي ومتحفي تأسس في سنة 2014، وهو يُوفر لزواره أكثر من 50 معروضة متحفية، ويضم مرافق تعليمية تشمل المكتبة وقاعة الأنترنت وقاعة التشغيل الذاتي والعمل المقاولاتي وقاعة التواصل، ويستضيف برامج وعروضا ترفيهية وتعليمية على مدار العام.
النقوش الصخرية: يتواجد موقع أم العلق على بعد 7 كلم من الجهة الجنوبية الشرقية لأقا وبالقرب من مدشر أم العلق وهذا الموقع بحد ذاته يضم موقعان وهما موقع كارة وموقع تيونزوين، وهي عبارة عن ثلاثة جبال تزخر بالعديد من النقوش الصخرية بتقنية الصقل المعدني، إلا أن هذه الجبال تحتوي على العديد من اللوحات الفنية التي تحمل صور حيونات متنوعة على الهواء الطلق، ويتجاوز عدد النقوش في هذا الموقع أربعين نقشا صخريا. وتمثل رسوم الظباء نسبة كبيرة من الرسوم المنقوشة، أما النسبة الباقية تمثل رسوم الأبقار والفيلة والزرافات ووحيد القرن والغزلان.

## السياحة
يُعتبر المركب السياحي لأقا من بين أهم البنيات التحتية السياحية للمدينة، غير أن نشاطه ضعيف جداً ولم تستفد منه الساكنة بشكل كبير، يتم إستخدامه حالياً فقط كموقف للكرافانات الخاصة بالسياح.
لا تتوفر أقا على أي فندق لمبيت السياح، فبعد زيارة أقا والمناطق السياحية المحيطة بها، يضطر السياح لإكمال طريقهم نحو وجهات أخرى، أو العودة إلى طاطا التي تتوفر على فنادق للمبيت.
بالنسبة للسياحة في منطقة أقا، فهي عبارة عن جولة إستكشافية تبدأ من وسط المدينة ثم صعوداً إلى قصبة سيدي عبد الله بن مبارك لإستكشاف واحة أقا وموقع أكادير أومغار التاريخي، ثم زيارة لإحدى التعاونية المتخصصة في إنتاج وتسويق تمور واحة أقا محلياً، والتعرف على مختلف أنواع التمور المتواجدة بالمنطقة، بعد ذلك إكمال الجولة لزيارة قلعة أكادير أوزرو والتعرف على تاريخها، ثم إنهاء الجولة عبر زيارة موقع النقوش الصخرية أم العلق. هذا هو المسار المفضل لدى غالبية السياح الذين يزورون منطقة أقا.

## الرياضة
تتوفر أقا على فريق لكرة القدم وهو فريق تامدولت، أما البنيات التحتية الرياضية فهي متواضعة، وتتكون من ملعب أقا بمدخل المدينة، والمركب السوسيو رياضي للقرب المندمج وهو مركب رياضي صغير تم تدشينه في سنة 2018، ويمتد على مساحة 4000 متر مربع.

## الصحة
تتوفر أقا على مركز صحي واحد، وعلى مستوصف صحي في أكادير أوزرو.

## التعليم
يوجد في مدينة أقا المؤسسات التعليمية التالية:
- مدرسة قلعة
- مجموعة مدارس أكادير وزرو
- إعدادية أقا
- إعدادية ابن سينا
- ثانوية المنصور الذهبي
- ثانوية سيدي عبد الله بن مبارك

## الأحياء والدواوير
- حي الزرقطوني
- الحي الحسني
- حي التقدم
- حي الشهداء
- أولاد عنطر
- أيت بنجة
- القبابة
- أكادير أوزرو
- ام العلق

## النقل والمواصلات
تُعتبر الطريق الوطنية رقم 12 بمثابة الشارع الرئيسي في مدينة أقا، ولتسهيل حركة التنقل فقد تم تعبيد الطرق التي تربط بين مركز أقا، وبين أم العلق وأكادير أوزرو والقبابة، كما تم تعبيد بعض الأزقة والشوراع.
للوصول إلى أقا عبر وسائل النقل العمومي، توجد بها محطة لسيارات الأجرة الكبيرة، كما تمر بها حافلات نقل المسافرين بين المدن، وتربط أقا بكل من طاطا - كلميم - طانطان - أكادير - الدار البيضاء.